# (26135) 1993 GL1
(26135) 1993 GL1 là một tiểu hành tinh vành đai chính. Nó được phát hiện bởi Henri Debehogne ở Đài thiên văn La Silla ở Chile ngày 12 tháng 4 năm 1993.